# Kotlový žľab
Kotlový žľab je národní přírodní rezervace v katastrálním území obce Zuberec v okrese Tvrdošín v Žilinském kraji na Slovensku. Chráněné území bylo vyhlášeno roku 1926 a jeho rozloha je 70,77 hektaru. Předmětem ochrany jsou zachovalá lesní společenstva pralesních vysokohorských smrčin na krystaliniku Západních Tater. Leží v Tatranském národním parku v Látané dolině v severní části Západních Tater.